# Set Fire to the Rain

"Set Fire to the Rain"은 영국의 싱어송라이터 아델의 노래이다. 이 노래는 아델의 대표적인 음반 중 하나인 21에 수록되어 있으며, 빌보드 핫 100 차트에서 1위를 한 적이 있다.

## 곡 목록
- Digital and downloads

1. "Set Fire to the Rain" –

- Digital and CD[1] EP — remixes[2][3]

1. "Set Fire to the Rain" (Thomas Gold Remix) –
2. "Set Fire to the Rain" (Thomas Gold Dub) –
3. "Set Fire to the Rain" (Moto Blanco Remix) –
4. "Set Fire to the Rain" (Moto Blanco Edit) –